# Zgornja Sorica
Zgornja Sorica – wieś w Słowenii, w gminie Železniki. W 2018 roku liczyła 155 mieszkańców.